# Verrucosa arenata
Verrucosa arenata là một loài nhện trong họ Araneidae.
Loài này thuộc chi Verrucosa. Verrucosa arenata được Charles Athanase Walckenaer miêu tả năm 1842.

## Hình ảnh

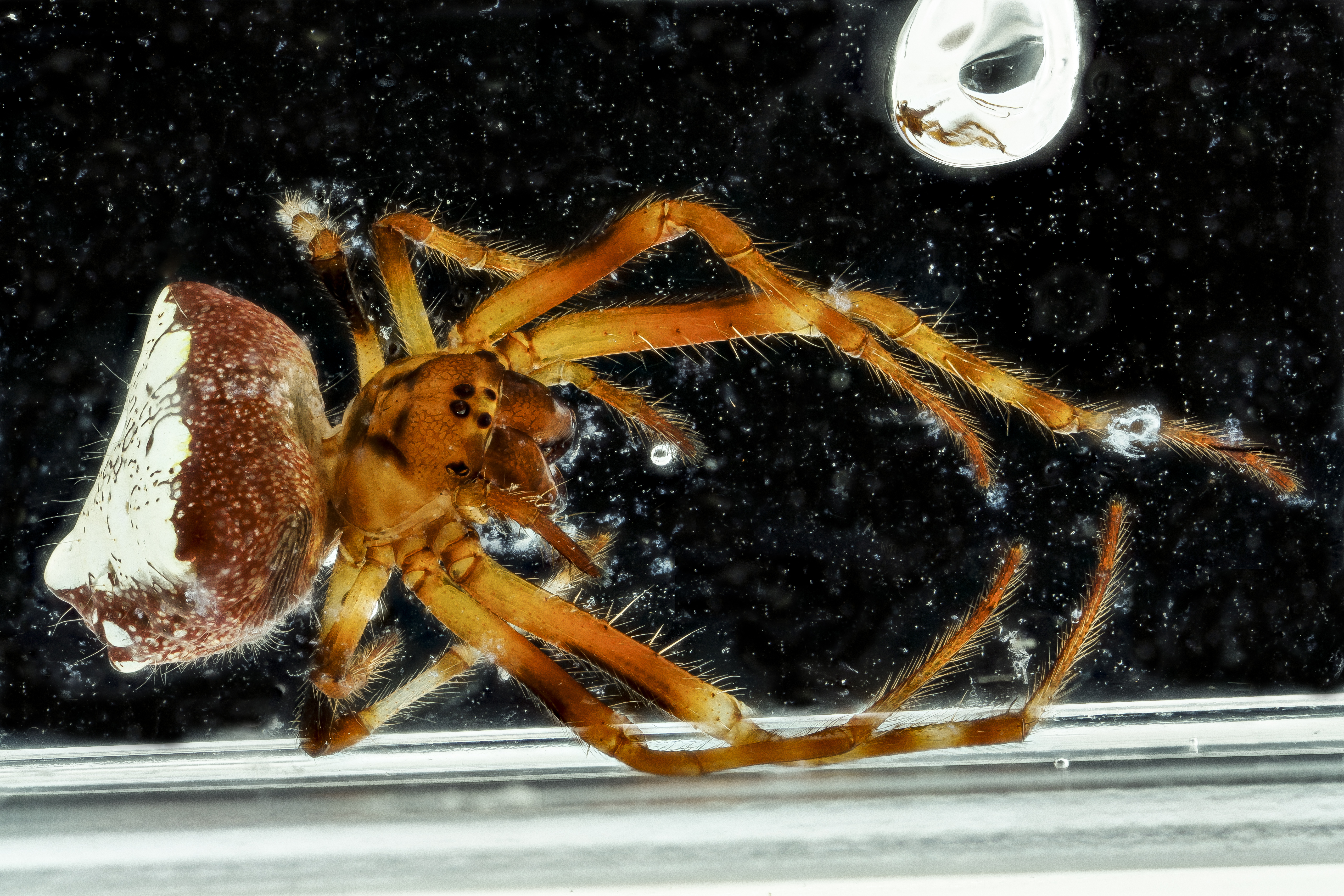
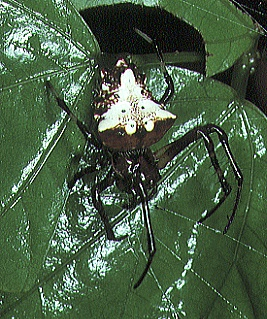